# Schefflera emarginata
Schefflera emarginata är en araliaväxtart som först beskrevs av Alexander Moon, och fick sitt nu gällande namn av Hermann August Theodor Harms. Schefflera emarginata ingår i släktet Schefflera och familjen araliaväxter.
Artens utbredningsområde är Sri Lanka. Inga underarter finns listade.